# Mary McDonnell
Mary McDonnell, född 28 april 1952 i Wilkes-Barre, Pennsylvania, är en amerikansk skådespelare som arbetar inom film, teater och television. 
Hon är känd för sin Oscarnominerade roll Stands with a Fist i filmen Dansar med vargar från 1990 och för sin roll som Laura Roslin i Battlestar Galactica.
Hon föddes i Pennsylvania men växte huvudsakligen upp i Ithaca i delstaten New York.

## Filmografi
- 1986 – Courage
- 1987 – Matewan
- 1988 – Kärlek och hat
- 1990 – Dansar med vargar
- 1991 – Grand Canyon - som livet självt
- 1992 – Sneakers
- 1992 – Passion Fish
- 1993 – The American Clock
- 1994 – Blue Chips
- 1996 – Sanningens ögonblick
- 1996 – Independence Day
- 1998 – Kärlekens val
- 1998 – Dolt i det förflutna
- 1999 – En sista chans
- 1999 – Mumford
- 2000 – En fars val
- 2000 – For All Time
- 2001 – Donnie Darko
- 2002 – The Locket
- 2003 – Nola
- 2004 – Crazy Like a Fox
- 2004–2009 – Battlestar Galactica (TV-serie)
- 2005 – Mrs. Harris
- 2007 – Battlestar Galactica: Razor
- 2009–2012 – The Closer (TV-serie)
- 2011 – Margin Call
- 2012 – Major Crimes (TV-serie)